# Sopa de Pedra (grupo)
Sopa de Pedra (Portugal, 2012), é um grupo português de canto polifónico composto apenas por mulheres que cantam à capella canções de raiz tradicional portuguesa

## História
As Sopa de Pedra, surgiram no Porto e são compostas por dez mulheres que se conhecem desde pequenas que se juntaram para cantar à capella temas da música popular portuguesa com arranjos seus. 
Em 2012, Sara Yasmine que propõe que se organizem para irem ao festival  HISTeRIA de dança e música étnica, na Eslovénia. É neste momento que adoptam o nome de Sopa de Pedra. Acabam por não ir ao festival mas o grupo estava formado. No mesmo ano, Bruno Rocha da editora Turbina assume o papel de agente da banda e marca vários concertos para o grupo. 
Desde então, o grupo apresentou-se em lugares como a Casa da Música, o Teatro Capitólio, Auditório de Espinho – Academia, ou o Castelo de São Jorge; em festivais como os Bons Sons, Festival Músicas do Mundo e Womex.

#### Repertório
O repertório das Sopa de Pedra é composto, entre outros, por temas musicais de tradição oral das várias regiões portuguesas, do cântico mirandês de Trás-os-Montes às baladas açorianas, das cantigas de adufeiras da Beira Baixa ao Cante alentejano, assim como temas escritos por Amélia Muge, Almanaque, José Mário Branco, João Loio, Zeca Afonso, entre outros. 

## Discografia seleccionada
- 2017 - Ao Longe Já Se Ouvia, re-editado em 2019 [16][17][14]
- 2022 - Do Claro ao Breu [18]